# Loratadine
La loratadine est un antihistaminique H1 de deuxième génération (dépourvue d'effet sédatif et anticholinergique). 
La posologie moyenne est de 10 mg par jour. L'indication retenue par l'AMM est le traitement symptomatique de la rhinite allergique (rhume des foins) et l'urticaire chronique idiopathique.
Il existe une série de molécules ayant une activité pharmacologique similaire, telles que laː desloratadine, cétirizine, levocétirizine, émédastine (en), mizolastine,  fexofénadine  et rupatadine.  Une métanalyse de la Collaboration Cochrane montre que ces molécules aux doses préconisées, ont au moins dans l'urticaire, une activité similaire.

## Divers
La loratadine fait partie de la liste des médicaments essentiels de l'Organisation mondiale de la santé (liste mise à jour en avril 2013).
La loratadine est commercialisée en France sous le nom de spécialité de Clarityne, initialement mis sur le marché par Schering-Plough, mais dont l'autorisation de mise sur le marché est aujourd'hui propriété de Bayer Healthcare SAS. La loratadine se présente sous forme de comprimé 10 mg, comprimé 10 mg effervescent et sirop à 1 mg/mL. 
Il existe de nombreux médicaments génériques à base de loratadine, Clarityne étant le princeps, c'est-à-dire celui qui a été commercialisé en premier.